# Underjordiska järnvägen

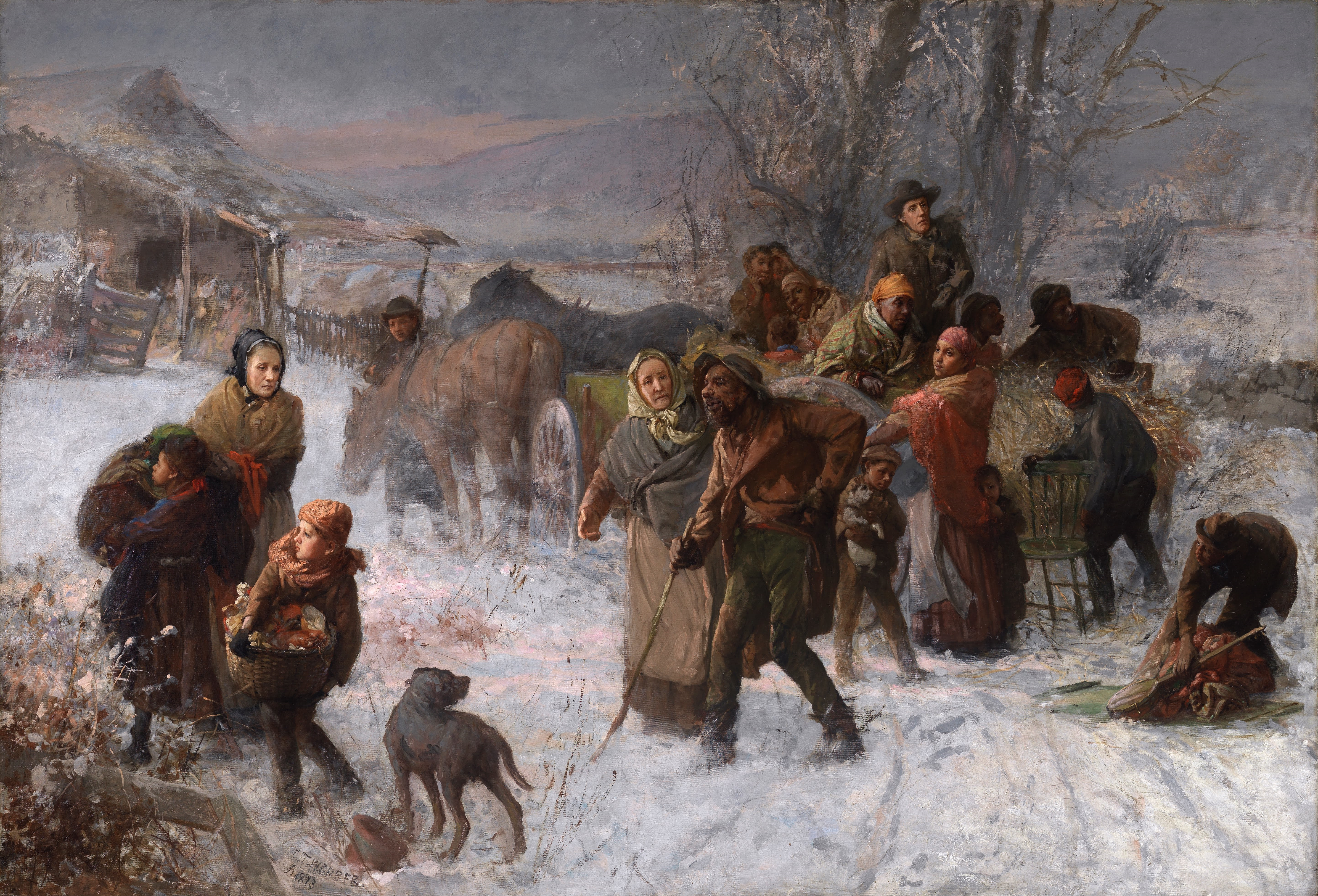
Den underjordiska järnvägen, historiemålning 1893.

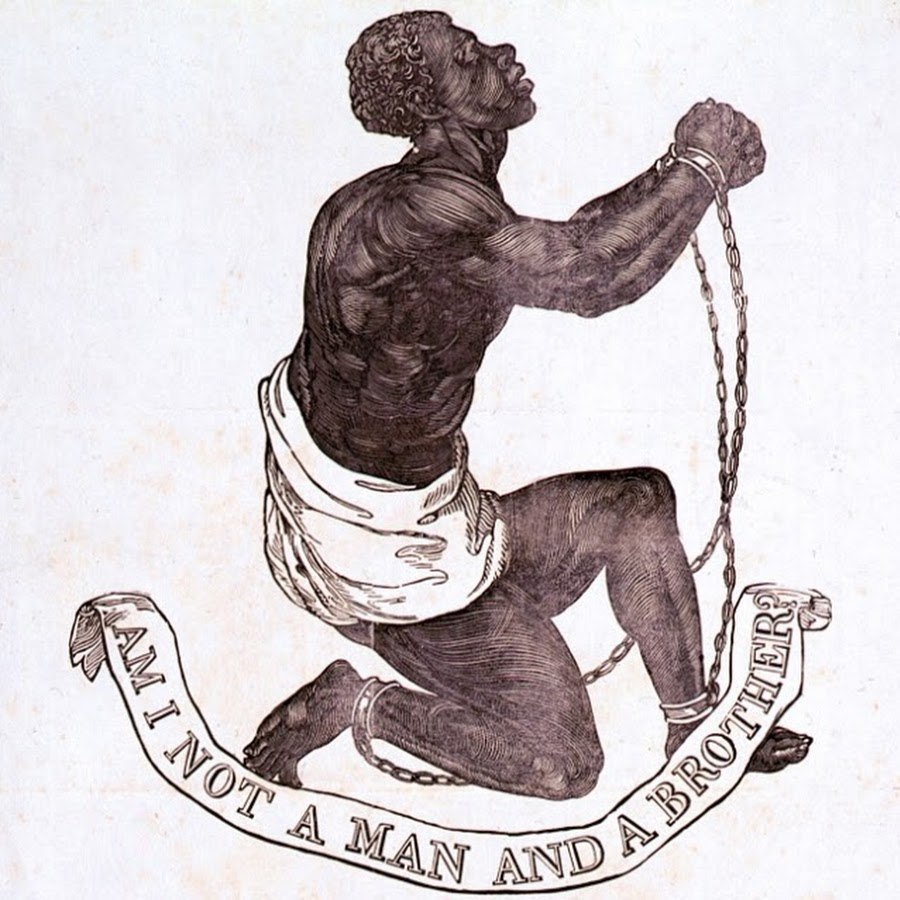
En av de viktigaste bilderna för den tidiga abolitioniströrelsen i Storbritannien; Am I Not a Man and a Brother?

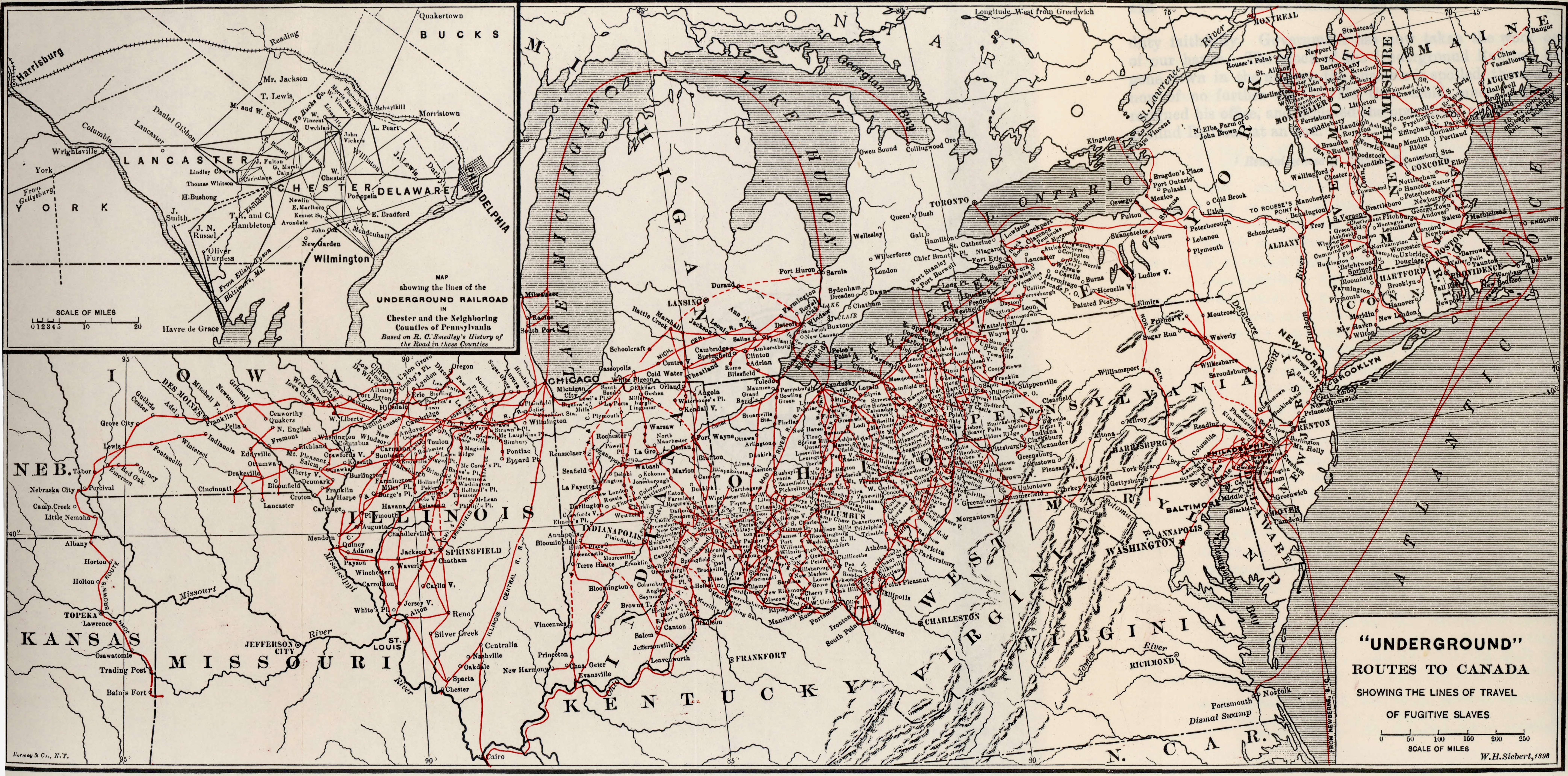
Karta över olika flyktvägar till Nordstaterna och Kanada.

Underjordiska järnvägen (engelska: Underground Railroad) var ett nätverk i USA organiserat av abolitionister under 1800-talet för att hjälpa slavar från sydstaterna att fly till nordstaterna eller Kanada. Den underjordiska järnvägen organiserades i början av 1800-talet och nådde sin höjdpunkt under perioden 1850–1860. Redan 1850 hade omkring 100 000 slavar hjälpts till frihet.

## Legal bakgrund
I inledningen till USA:s självständighetsförklaring från 1776 står följande: All men are created equal, that they are endowed by their Creator with certain unalienable Rights, that among these are Life, Liberty and the pursuit of Happiness. Denna deklaration tolkades så att den gällde fria, vita män. 
Abolitionismen var en europeisk rörelse för att avskaffa slaveriet. Den fick fäste i Pennsylvania 1776. Efter Storbritanniens erkännande av USA:s självständighet förbjöds slaveriet I Nordstaterna mellan åren 1780 och 1804. Sydstaterna ville av ekonomiska skäl inte förbjuda slaveriet.
USA:s kongress stiftade två lagar, som erkände slavägarna rätten att återta förrymda slavar. År 1808 förbjöds import av slavar.
Den 1 januari 1863 utfärdade Abraham Lincoln en presidentorder att alla slavar i sydstaterna ("within the rebellious states") skulle bli fria. Det rörde sig om 3 000 000 människor.[källa behövs]

## Färdvägar
Slavarna i söder visste att slaveriet i norr var förbjudet. Många drömde om friheten och funderade på att fly. Men om blev de tillfångatagna straffades de hårt, och piskades, stympades eller till och med dödades. I sydstaterna organiserades slavpatruller med jakthundar. Abolitionisterna erbjöd flyktingarna hjälp, information och gömställen. De blev människosmugglare och organiserade ett kodat nätverk som kallades den underjordiska järnvägen. Flyktvägar kallades spår, gömställen stationer, flyktingar passagerare, och de som ställde upp och hjälpte flyktingar kallades för conductors (svenska: konduktörer).

## Kändakonduktörer
Den mest kända konduktören var Araminta Ross, född omkring 1822 på en plantage i Maryland. Omkring 1844 gifte hon sig med en frigiven slav, John Tubman och tog sin mors förnamn, Harriet. Hon betraktades fortfarande som slav och fem år senare flydde hon med hjälp av den underjordiska järnvägen. Resten av sitt liv arbetade hon för afroamerikaners frihet och väl.
Övriga kända konduktörer: 
- John Brown (1800–1859)
- Levi Coffin (1798–1877)
- Martha Coffin Wright (1806–1875)
- Frederick Douglass (1818–1895)
- William Lloyd Garrison (1805–1879)
- Francis Harper (1825–1911)
- Lucretia Mott (1793–1880)
- Wendell Phillips (1811–1884)
- Solomon Northup (1811–1884)
- Sojourner Truth (1797–1883)